# Hypoponera mesoepinotalis
Hypoponera mesoepinotalis es una especie de hormiga del género Hypoponera, subfamilia Ponerinae.